# 布登诺夫卡
布登诺夫卡是吉尔吉斯斯坦楚河州伊塞克阿塔区下辖的一个村。根据2009年吉尔吉斯共和国人口普查，该村人口为3604人。